# Верещагин, Глеб Сергеевич
Глеб Сергеевич Верещагин — советский хозяйственный и политический деятель.

## Биография
Родился в 1903 году в Минусинске. Член КПСС.
Участник гражданской войны в составе партизанского отряда Петра Щетинкина на территории Томской и Енисейской губерний.
Окончил Школу красных командиров имени ВЦИК.
В 1924—1935 гг. — помкомвзвода РККА, политрук роты РККА, помкомзаставы по п/ч 51-го погранотряда в Троицкосавске Бурят-Монгольской АССР, политрук в составе Тихоокеанской стрелковой дивизии РККА, в Кавказском пограничном округе и в войсках ОГПУ.
В 1935—1942 гг. — руководящий работник в химической промышленности СССР в Крымской АССР.
В 1942—1968 гг. — начальник строительства, директор Славгородского химического комбината.
Делегат XXII съезда КПСС.
Зарезан вместе с супругой 15 декабря 1968 года в собственном доме в Яровом сотрудником собственного завода, которого позже решением суда признали невменяемым.
Именем Верещагина назван Алтайский химический комбинат, который он основал и которым он руководил.

## Награды
- Орден Ленина
- Орден Трудового Красного Знамени (трижды)
- Орден Красной Звезды